# Санта Катерина дело Јонио (Катанцаро)
Санта Катерина дело Јонио (итал. Santa Caterina dello Ionio) је насеље у Италији у округу Катанцаро, региону Калабрија.
Према процени из 2011. у насељу је живело 733 становника. Насеље се налази на надморској висини од 475 м.

## Становништво
Према резултатима пописа становништва 2011. у општини је живело 2.142 становника.
| 1931. | 1936. | 1951. | 1961. | 1971. | 1981. | 1991. | 2001. | 2011. |
| ----- | ----- | ----- | ----- | ----- | ----- | ----- | ----- | ----- |
| 3.224 | 3.338 | 3.764 | 3.081 | 2.622 | 2.788 | 2.280 | 2.280 | 2.142 |